# Division II i ishockey 1947-48
Division II 1947-48 var turneringen på næstbedste niveau i den svenske ishockeyliga i sæsonen 1947-48, og det var rækkens syvende sæson under navnet "Division II". Turneringen havde deltagelse af 43 hold, der spillede om fire oprykningspladser til Division I. Holdene var inddelt i syv puljer med seks eller syv hold i hver pulje. I hver pulje spillede holdene en dobbeltturnering alle-mod-alle, og de syv puljevindere gik videre til oprykningsspillet, hvor de spillede om de fire oprykningspladser.
Oprykningspladserne til Division I blev besat af følgende fire hold:
- Djurgårdens IF, der vandt Division II Øst, og som i oprykningskampene besejrede Surahammars IF.
- Forshaga IF, der vandt Division II Vest, og som i oprykningskampene besejrede Leksands IF.
- Leksands IF, der vandt Division II Dalagruppen, og som i oprykningskampene besejrede IK Huge og Karlbergs BK.
- Surahammars IF, der vandt Division II Västmanland, og som i oprykningskampene besejrede IFK Norrköping.

## Hold
Division II havde deltagelse af 43 klubber, hvilket var det samme antal som i den foregående sæson. Blandt deltagerne var:
- 4 klubber, der var rykket ned fra Division I: Forshaga IF, IFK Mariefred, Karlbergs BK og Åkers IF.
- 11 klubber, der var rykket op fra de regionale serier: BK Kenty, Hedemora SK, IFK Munkfors, IK Sturehov, Kolbäcks AIF, Ljusne AIK, Nässjö IF, Skiveds IF, Sundbybergs IK, Tranås AIF og Westermalms IF.

Følgende hold havde siden den foregående sæson skiftet Division II-pulje:
- IF Olympia blev flyttet fra Division II Södermanland til Division II Øst.
- Djurgårdens IF blev flyttet fra Division II Syd til Division II Øst.

De syv puljer havde deltagelse af seks hold, bortset fra Division II Nord, der bestod af syv hold. I hver pulje spillede holdene en dobbeltturnering alle-mod-alle, og de syv puljevindere gik videre til oprykningsspillet om fire pladser i Division I.
| Hold                     | By               | Foregående sæson                 | Brynäs, Gefle, Huge og Strömsbro Warpen Ljusne Sandviken Hedemora Hofors Rättvik Brage Leksand Krylbo Deje Forshaga Göta Bofors Munkfors Skived Västerås Forward Sturehov Westmann. Kolbäck Surahammar Djurgården, IFK Stockholm, Karlberg, Lilljanshof, Olympia, Sundbyberg, Westermalm og Årsta Sirius Mariefred Södertälje Åker Kenty IFK Norrköping, Norrköpings AIS og Sleipner Nässjö Tranås |
| Division II Nord         |                  |                                  | Brynäs, Gefle, Huge og Strömsbro Warpen Ljusne Sandviken Hedemora Hofors Rättvik Brage Leksand Krylbo Deje Forshaga Göta Bofors Munkfors Skived Västerås Forward Sturehov Westmann. Kolbäck Surahammar Djurgården, IFK Stockholm, Karlberg, Lilljanshof, Olympia, Sundbyberg, Westermalm og Årsta Sirius Mariefred Södertälje Åker Kenty IFK Norrköping, Norrköpings AIS og Sleipner Nässjö Tranås |
| Brynäs IF                | Gävle            | Nr. 2 i Division II Nord         | Brynäs, Gefle, Huge og Strömsbro Warpen Ljusne Sandviken Hedemora Hofors Rättvik Brage Leksand Krylbo Deje Forshaga Göta Bofors Munkfors Skived Västerås Forward Sturehov Westmann. Kolbäck Surahammar Djurgården, IFK Stockholm, Karlberg, Lilljanshof, Olympia, Sundbyberg, Westermalm og Årsta Sirius Mariefred Södertälje Åker Kenty IFK Norrköping, Norrköpings AIS og Sleipner Nässjö Tranås |
| Gefle IF                 | Gävle            | Nr. 4 i Division II Nord         | Brynäs, Gefle, Huge og Strömsbro Warpen Ljusne Sandviken Hedemora Hofors Rättvik Brage Leksand Krylbo Deje Forshaga Göta Bofors Munkfors Skived Västerås Forward Sturehov Westmann. Kolbäck Surahammar Djurgården, IFK Stockholm, Karlberg, Lilljanshof, Olympia, Sundbyberg, Westermalm og Årsta Sirius Mariefred Södertälje Åker Kenty IFK Norrköping, Norrköpings AIS og Sleipner Nässjö Tranås |
| IK Huge                  | Gävle            | Nr. 3 i Division II Nord         | Brynäs, Gefle, Huge og Strömsbro Warpen Ljusne Sandviken Hedemora Hofors Rättvik Brage Leksand Krylbo Deje Forshaga Göta Bofors Munkfors Skived Västerås Forward Sturehov Westmann. Kolbäck Surahammar Djurgården, IFK Stockholm, Karlberg, Lilljanshof, Olympia, Sundbyberg, Westermalm og Årsta Sirius Mariefred Södertälje Åker Kenty IFK Norrköping, Norrköpings AIS og Sleipner Nässjö Tranås |
| IK Warpen                | Bollnäs          | Nr. 5 i Division II Nord         | Brynäs, Gefle, Huge og Strömsbro Warpen Ljusne Sandviken Hedemora Hofors Rättvik Brage Leksand Krylbo Deje Forshaga Göta Bofors Munkfors Skived Västerås Forward Sturehov Westmann. Kolbäck Surahammar Djurgården, IFK Stockholm, Karlberg, Lilljanshof, Olympia, Sundbyberg, Westermalm og Årsta Sirius Mariefred Södertälje Åker Kenty IFK Norrköping, Norrköpings AIS og Sleipner Nässjö Tranås |
| Ljusne AIK               | Ljusne           | Regional serie                   | Brynäs, Gefle, Huge og Strömsbro Warpen Ljusne Sandviken Hedemora Hofors Rättvik Brage Leksand Krylbo Deje Forshaga Göta Bofors Munkfors Skived Västerås Forward Sturehov Westmann. Kolbäck Surahammar Djurgården, IFK Stockholm, Karlberg, Lilljanshof, Olympia, Sundbyberg, Westermalm og Årsta Sirius Mariefred Södertälje Åker Kenty IFK Norrköping, Norrköpings AIS og Sleipner Nässjö Tranås |
| Sandvikens IF            | Sandviken        | Nr. 6 i Division II Nord         | Brynäs, Gefle, Huge og Strömsbro Warpen Ljusne Sandviken Hedemora Hofors Rättvik Brage Leksand Krylbo Deje Forshaga Göta Bofors Munkfors Skived Västerås Forward Sturehov Westmann. Kolbäck Surahammar Djurgården, IFK Stockholm, Karlberg, Lilljanshof, Olympia, Sundbyberg, Westermalm og Årsta Sirius Mariefred Södertälje Åker Kenty IFK Norrköping, Norrköpings AIS og Sleipner Nässjö Tranås |
| Strömsbro IF             | Gävle            | Nr. 7 i Division II Nord         | Brynäs, Gefle, Huge og Strömsbro Warpen Ljusne Sandviken Hedemora Hofors Rättvik Brage Leksand Krylbo Deje Forshaga Göta Bofors Munkfors Skived Västerås Forward Sturehov Westmann. Kolbäck Surahammar Djurgården, IFK Stockholm, Karlberg, Lilljanshof, Olympia, Sundbyberg, Westermalm og Årsta Sirius Mariefred Södertälje Åker Kenty IFK Norrköping, Norrköpings AIS og Sleipner Nässjö Tranås |
| Division II Dalagruppen  |                  |                                  | Brynäs, Gefle, Huge og Strömsbro Warpen Ljusne Sandviken Hedemora Hofors Rättvik Brage Leksand Krylbo Deje Forshaga Göta Bofors Munkfors Skived Västerås Forward Sturehov Westmann. Kolbäck Surahammar Djurgården, IFK Stockholm, Karlberg, Lilljanshof, Olympia, Sundbyberg, Westermalm og Årsta Sirius Mariefred Södertälje Åker Kenty IFK Norrköping, Norrköpings AIS og Sleipner Nässjö Tranås |
| Hedemora SK              | Hedemora         | Regional serie                   | Brynäs, Gefle, Huge og Strömsbro Warpen Ljusne Sandviken Hedemora Hofors Rättvik Brage Leksand Krylbo Deje Forshaga Göta Bofors Munkfors Skived Västerås Forward Sturehov Westmann. Kolbäck Surahammar Djurgården, IFK Stockholm, Karlberg, Lilljanshof, Olympia, Sundbyberg, Westermalm og Årsta Sirius Mariefred Södertälje Åker Kenty IFK Norrköping, Norrköpings AIS og Sleipner Nässjö Tranås |
| Hofors IK                | Hofors           | Nr. 4 i Division II Dalarna      | Brynäs, Gefle, Huge og Strömsbro Warpen Ljusne Sandviken Hedemora Hofors Rättvik Brage Leksand Krylbo Deje Forshaga Göta Bofors Munkfors Skived Västerås Forward Sturehov Westmann. Kolbäck Surahammar Djurgården, IFK Stockholm, Karlberg, Lilljanshof, Olympia, Sundbyberg, Westermalm og Årsta Sirius Mariefred Södertälje Åker Kenty IFK Norrköping, Norrköpings AIS og Sleipner Nässjö Tranås |
| IFK Rättvik              | Rättvik          | Nr. 2 i Division II Dalarna      | Brynäs, Gefle, Huge og Strömsbro Warpen Ljusne Sandviken Hedemora Hofors Rättvik Brage Leksand Krylbo Deje Forshaga Göta Bofors Munkfors Skived Västerås Forward Sturehov Westmann. Kolbäck Surahammar Djurgården, IFK Stockholm, Karlberg, Lilljanshof, Olympia, Sundbyberg, Westermalm og Årsta Sirius Mariefred Södertälje Åker Kenty IFK Norrköping, Norrköpings AIS og Sleipner Nässjö Tranås |
| IK Brage                 | Borlänge         | Nr. 3 i Division II Dalarna      | Brynäs, Gefle, Huge og Strömsbro Warpen Ljusne Sandviken Hedemora Hofors Rättvik Brage Leksand Krylbo Deje Forshaga Göta Bofors Munkfors Skived Västerås Forward Sturehov Westmann. Kolbäck Surahammar Djurgården, IFK Stockholm, Karlberg, Lilljanshof, Olympia, Sundbyberg, Westermalm og Årsta Sirius Mariefred Södertälje Åker Kenty IFK Norrköping, Norrköpings AIS og Sleipner Nässjö Tranås |
| Leksands IF              | Leksand          | Nr. 1 i Division II Dalarna      | Brynäs, Gefle, Huge og Strömsbro Warpen Ljusne Sandviken Hedemora Hofors Rättvik Brage Leksand Krylbo Deje Forshaga Göta Bofors Munkfors Skived Västerås Forward Sturehov Westmann. Kolbäck Surahammar Djurgården, IFK Stockholm, Karlberg, Lilljanshof, Olympia, Sundbyberg, Westermalm og Årsta Sirius Mariefred Södertälje Åker Kenty IFK Norrköping, Norrköpings AIS og Sleipner Nässjö Tranås |
| Krylbo IF                | Krylbo           | Nr. 5 i Division II Dalarna      | Brynäs, Gefle, Huge og Strömsbro Warpen Ljusne Sandviken Hedemora Hofors Rättvik Brage Leksand Krylbo Deje Forshaga Göta Bofors Munkfors Skived Västerås Forward Sturehov Westmann. Kolbäck Surahammar Djurgården, IFK Stockholm, Karlberg, Lilljanshof, Olympia, Sundbyberg, Westermalm og Årsta Sirius Mariefred Södertälje Åker Kenty IFK Norrköping, Norrköpings AIS og Sleipner Nässjö Tranås |
| Division II Vest         |                  |                                  | Brynäs, Gefle, Huge og Strömsbro Warpen Ljusne Sandviken Hedemora Hofors Rättvik Brage Leksand Krylbo Deje Forshaga Göta Bofors Munkfors Skived Västerås Forward Sturehov Westmann. Kolbäck Surahammar Djurgården, IFK Stockholm, Karlberg, Lilljanshof, Olympia, Sundbyberg, Westermalm og Årsta Sirius Mariefred Södertälje Åker Kenty IFK Norrköping, Norrköpings AIS og Sleipner Nässjö Tranås |
| Deje IK                  | Deje             | Nr. 3 i Division II Vest         | Brynäs, Gefle, Huge og Strömsbro Warpen Ljusne Sandviken Hedemora Hofors Rättvik Brage Leksand Krylbo Deje Forshaga Göta Bofors Munkfors Skived Västerås Forward Sturehov Westmann. Kolbäck Surahammar Djurgården, IFK Stockholm, Karlberg, Lilljanshof, Olympia, Sundbyberg, Westermalm og Årsta Sirius Mariefred Södertälje Åker Kenty IFK Norrköping, Norrköpings AIS og Sleipner Nässjö Tranås |
| Forshaga IF              | Forshaga         | Nr. 5 i Division I Syd           | Brynäs, Gefle, Huge og Strömsbro Warpen Ljusne Sandviken Hedemora Hofors Rättvik Brage Leksand Krylbo Deje Forshaga Göta Bofors Munkfors Skived Västerås Forward Sturehov Westmann. Kolbäck Surahammar Djurgården, IFK Stockholm, Karlberg, Lilljanshof, Olympia, Sundbyberg, Westermalm og Årsta Sirius Mariefred Södertälje Åker Kenty IFK Norrköping, Norrköpings AIS og Sleipner Nässjö Tranås |
| IF Göta                  | Karlstad         | Nr. 2 i Division II Vest         | Brynäs, Gefle, Huge og Strömsbro Warpen Ljusne Sandviken Hedemora Hofors Rättvik Brage Leksand Krylbo Deje Forshaga Göta Bofors Munkfors Skived Västerås Forward Sturehov Westmann. Kolbäck Surahammar Djurgården, IFK Stockholm, Karlberg, Lilljanshof, Olympia, Sundbyberg, Westermalm og Årsta Sirius Mariefred Södertälje Åker Kenty IFK Norrköping, Norrköpings AIS og Sleipner Nässjö Tranås |
| IFK Bofors               | Karlskoga        | Nr. 1 i Division II Vest         | Brynäs, Gefle, Huge og Strömsbro Warpen Ljusne Sandviken Hedemora Hofors Rättvik Brage Leksand Krylbo Deje Forshaga Göta Bofors Munkfors Skived Västerås Forward Sturehov Westmann. Kolbäck Surahammar Djurgården, IFK Stockholm, Karlberg, Lilljanshof, Olympia, Sundbyberg, Westermalm og Årsta Sirius Mariefred Södertälje Åker Kenty IFK Norrköping, Norrköpings AIS og Sleipner Nässjö Tranås |
| IFK Munkfors             | Munkfors         | Regional serie                   | Brynäs, Gefle, Huge og Strömsbro Warpen Ljusne Sandviken Hedemora Hofors Rättvik Brage Leksand Krylbo Deje Forshaga Göta Bofors Munkfors Skived Västerås Forward Sturehov Westmann. Kolbäck Surahammar Djurgården, IFK Stockholm, Karlberg, Lilljanshof, Olympia, Sundbyberg, Westermalm og Årsta Sirius Mariefred Södertälje Åker Kenty IFK Norrköping, Norrköpings AIS og Sleipner Nässjö Tranås |
| Skiveds IF               | Forshaga         | Regional serie                   | Brynäs, Gefle, Huge og Strömsbro Warpen Ljusne Sandviken Hedemora Hofors Rättvik Brage Leksand Krylbo Deje Forshaga Göta Bofors Munkfors Skived Västerås Forward Sturehov Westmann. Kolbäck Surahammar Djurgården, IFK Stockholm, Karlberg, Lilljanshof, Olympia, Sundbyberg, Westermalm og Årsta Sirius Mariefred Södertälje Åker Kenty IFK Norrköping, Norrköpings AIS og Sleipner Nässjö Tranås |
| Division II Västmanland  |                  |                                  | Brynäs, Gefle, Huge og Strömsbro Warpen Ljusne Sandviken Hedemora Hofors Rättvik Brage Leksand Krylbo Deje Forshaga Göta Bofors Munkfors Skived Västerås Forward Sturehov Westmann. Kolbäck Surahammar Djurgården, IFK Stockholm, Karlberg, Lilljanshof, Olympia, Sundbyberg, Westermalm og Årsta Sirius Mariefred Södertälje Åker Kenty IFK Norrköping, Norrköpings AIS og Sleipner Nässjö Tranås |
| BK Forward               | Örebro           | Nr. 3 i Division II Västmanland  | Brynäs, Gefle, Huge og Strömsbro Warpen Ljusne Sandviken Hedemora Hofors Rättvik Brage Leksand Krylbo Deje Forshaga Göta Bofors Munkfors Skived Västerås Forward Sturehov Westmann. Kolbäck Surahammar Djurgården, IFK Stockholm, Karlberg, Lilljanshof, Olympia, Sundbyberg, Westermalm og Årsta Sirius Mariefred Södertälje Åker Kenty IFK Norrköping, Norrköpings AIS og Sleipner Nässjö Tranås |
| IFK Västerås             | Västerås         | Nr. 5 i Division II Västmanland  | Brynäs, Gefle, Huge og Strömsbro Warpen Ljusne Sandviken Hedemora Hofors Rättvik Brage Leksand Krylbo Deje Forshaga Göta Bofors Munkfors Skived Västerås Forward Sturehov Westmann. Kolbäck Surahammar Djurgården, IFK Stockholm, Karlberg, Lilljanshof, Olympia, Sundbyberg, Westermalm og Årsta Sirius Mariefred Södertälje Åker Kenty IFK Norrköping, Norrköpings AIS og Sleipner Nässjö Tranås |
| IK Sturehov              | Örebro           | Regional serie                   | Brynäs, Gefle, Huge og Strömsbro Warpen Ljusne Sandviken Hedemora Hofors Rättvik Brage Leksand Krylbo Deje Forshaga Göta Bofors Munkfors Skived Västerås Forward Sturehov Westmann. Kolbäck Surahammar Djurgården, IFK Stockholm, Karlberg, Lilljanshof, Olympia, Sundbyberg, Westermalm og Årsta Sirius Mariefred Södertälje Åker Kenty IFK Norrköping, Norrköpings AIS og Sleipner Nässjö Tranås |
| IK Westmannia            | Köping           | Nr. 4 i Division II Västmanland  | Brynäs, Gefle, Huge og Strömsbro Warpen Ljusne Sandviken Hedemora Hofors Rättvik Brage Leksand Krylbo Deje Forshaga Göta Bofors Munkfors Skived Västerås Forward Sturehov Westmann. Kolbäck Surahammar Djurgården, IFK Stockholm, Karlberg, Lilljanshof, Olympia, Sundbyberg, Westermalm og Årsta Sirius Mariefred Södertälje Åker Kenty IFK Norrköping, Norrköpings AIS og Sleipner Nässjö Tranås |
| Kolbäcks AIF             | Kolbäck          | Regional serie                   | Brynäs, Gefle, Huge og Strömsbro Warpen Ljusne Sandviken Hedemora Hofors Rättvik Brage Leksand Krylbo Deje Forshaga Göta Bofors Munkfors Skived Västerås Forward Sturehov Westmann. Kolbäck Surahammar Djurgården, IFK Stockholm, Karlberg, Lilljanshof, Olympia, Sundbyberg, Westermalm og Årsta Sirius Mariefred Södertälje Åker Kenty IFK Norrköping, Norrköpings AIS og Sleipner Nässjö Tranås |
| Surahammars IF           | Surahammar       | Nr. 2 i Division II Västmanland  | Brynäs, Gefle, Huge og Strömsbro Warpen Ljusne Sandviken Hedemora Hofors Rättvik Brage Leksand Krylbo Deje Forshaga Göta Bofors Munkfors Skived Västerås Forward Sturehov Westmann. Kolbäck Surahammar Djurgården, IFK Stockholm, Karlberg, Lilljanshof, Olympia, Sundbyberg, Westermalm og Årsta Sirius Mariefred Södertälje Åker Kenty IFK Norrköping, Norrköpings AIS og Sleipner Nässjö Tranås |
| Division II Øst          |                  |                                  | Brynäs, Gefle, Huge og Strömsbro Warpen Ljusne Sandviken Hedemora Hofors Rättvik Brage Leksand Krylbo Deje Forshaga Göta Bofors Munkfors Skived Västerås Forward Sturehov Westmann. Kolbäck Surahammar Djurgården, IFK Stockholm, Karlberg, Lilljanshof, Olympia, Sundbyberg, Westermalm og Årsta Sirius Mariefred Södertälje Åker Kenty IFK Norrköping, Norrköpings AIS og Sleipner Nässjö Tranås |
| Djurgårdens IF           | Stockholm        | Nr. 1 i Division II Syd          | Brynäs, Gefle, Huge og Strömsbro Warpen Ljusne Sandviken Hedemora Hofors Rättvik Brage Leksand Krylbo Deje Forshaga Göta Bofors Munkfors Skived Västerås Forward Sturehov Westmann. Kolbäck Surahammar Djurgården, IFK Stockholm, Karlberg, Lilljanshof, Olympia, Sundbyberg, Westermalm og Årsta Sirius Mariefred Södertälje Åker Kenty IFK Norrköping, Norrköpings AIS og Sleipner Nässjö Tranås |
| IF Olympia               | Stockholm        | Nr. 3 i Division II Södermanland | Brynäs, Gefle, Huge og Strömsbro Warpen Ljusne Sandviken Hedemora Hofors Rättvik Brage Leksand Krylbo Deje Forshaga Göta Bofors Munkfors Skived Västerås Forward Sturehov Westmann. Kolbäck Surahammar Djurgården, IFK Stockholm, Karlberg, Lilljanshof, Olympia, Sundbyberg, Westermalm og Årsta Sirius Mariefred Södertälje Åker Kenty IFK Norrköping, Norrköpings AIS og Sleipner Nässjö Tranås |
| IFK Stockholm            | Stockholm        | Nr. 3 i Division II Øst          | Brynäs, Gefle, Huge og Strömsbro Warpen Ljusne Sandviken Hedemora Hofors Rättvik Brage Leksand Krylbo Deje Forshaga Göta Bofors Munkfors Skived Västerås Forward Sturehov Westmann. Kolbäck Surahammar Djurgården, IFK Stockholm, Karlberg, Lilljanshof, Olympia, Sundbyberg, Westermalm og Årsta Sirius Mariefred Södertälje Åker Kenty IFK Norrköping, Norrköpings AIS og Sleipner Nässjö Tranås |
| IK Sirius                | Uppsala          | Nr. 4 i Division II Øst          | Brynäs, Gefle, Huge og Strömsbro Warpen Ljusne Sandviken Hedemora Hofors Rättvik Brage Leksand Krylbo Deje Forshaga Göta Bofors Munkfors Skived Västerås Forward Sturehov Westmann. Kolbäck Surahammar Djurgården, IFK Stockholm, Karlberg, Lilljanshof, Olympia, Sundbyberg, Westermalm og Årsta Sirius Mariefred Södertälje Åker Kenty IFK Norrköping, Norrköpings AIS og Sleipner Nässjö Tranås |
| Westermalms IF           | Stockholm        | Regional serie                   | Brynäs, Gefle, Huge og Strömsbro Warpen Ljusne Sandviken Hedemora Hofors Rättvik Brage Leksand Krylbo Deje Forshaga Göta Bofors Munkfors Skived Västerås Forward Sturehov Westmann. Kolbäck Surahammar Djurgården, IFK Stockholm, Karlberg, Lilljanshof, Olympia, Sundbyberg, Westermalm og Årsta Sirius Mariefred Södertälje Åker Kenty IFK Norrköping, Norrköpings AIS og Sleipner Nässjö Tranås |
| Årsta SK                 | Stockholm        | Nr. 2 i Division II Øst          | Brynäs, Gefle, Huge og Strömsbro Warpen Ljusne Sandviken Hedemora Hofors Rättvik Brage Leksand Krylbo Deje Forshaga Göta Bofors Munkfors Skived Västerås Forward Sturehov Westmann. Kolbäck Surahammar Djurgården, IFK Stockholm, Karlberg, Lilljanshof, Olympia, Sundbyberg, Westermalm og Årsta Sirius Mariefred Södertälje Åker Kenty IFK Norrköping, Norrköpings AIS og Sleipner Nässjö Tranås |
| Division II Södermanland |                  |                                  | Brynäs, Gefle, Huge og Strömsbro Warpen Ljusne Sandviken Hedemora Hofors Rättvik Brage Leksand Krylbo Deje Forshaga Göta Bofors Munkfors Skived Västerås Forward Sturehov Westmann. Kolbäck Surahammar Djurgården, IFK Stockholm, Karlberg, Lilljanshof, Olympia, Sundbyberg, Westermalm og Årsta Sirius Mariefred Södertälje Åker Kenty IFK Norrköping, Norrköpings AIS og Sleipner Nässjö Tranås |
| IFK Mariefred            | Mariefred        | Nr. 6 i Division I Syd           | Brynäs, Gefle, Huge og Strömsbro Warpen Ljusne Sandviken Hedemora Hofors Rättvik Brage Leksand Krylbo Deje Forshaga Göta Bofors Munkfors Skived Västerås Forward Sturehov Westmann. Kolbäck Surahammar Djurgården, IFK Stockholm, Karlberg, Lilljanshof, Olympia, Sundbyberg, Westermalm og Årsta Sirius Mariefred Södertälje Åker Kenty IFK Norrköping, Norrköpings AIS og Sleipner Nässjö Tranås |
| Karlbergs BK             | Stockholm        | Nr. 5 i Division I Nord          | Brynäs, Gefle, Huge og Strömsbro Warpen Ljusne Sandviken Hedemora Hofors Rättvik Brage Leksand Krylbo Deje Forshaga Göta Bofors Munkfors Skived Västerås Forward Sturehov Westmann. Kolbäck Surahammar Djurgården, IFK Stockholm, Karlberg, Lilljanshof, Olympia, Sundbyberg, Westermalm og Årsta Sirius Mariefred Södertälje Åker Kenty IFK Norrköping, Norrköpings AIS og Sleipner Nässjö Tranås |
| Lilljanshofs IF          | Stockholm        | Nr. 4 i Division II Södermanland | Brynäs, Gefle, Huge og Strömsbro Warpen Ljusne Sandviken Hedemora Hofors Rättvik Brage Leksand Krylbo Deje Forshaga Göta Bofors Munkfors Skived Västerås Forward Sturehov Westmann. Kolbäck Surahammar Djurgården, IFK Stockholm, Karlberg, Lilljanshof, Olympia, Sundbyberg, Westermalm og Årsta Sirius Mariefred Södertälje Åker Kenty IFK Norrköping, Norrköpings AIS og Sleipner Nässjö Tranås |
| Södertälje IF            | Södertälje       | Nr. 2 i Division II Södermanland | Brynäs, Gefle, Huge og Strömsbro Warpen Ljusne Sandviken Hedemora Hofors Rättvik Brage Leksand Krylbo Deje Forshaga Göta Bofors Munkfors Skived Västerås Forward Sturehov Westmann. Kolbäck Surahammar Djurgården, IFK Stockholm, Karlberg, Lilljanshof, Olympia, Sundbyberg, Westermalm og Årsta Sirius Mariefred Södertälje Åker Kenty IFK Norrköping, Norrköpings AIS og Sleipner Nässjö Tranås |
| Sundbybergs IK           | Stockholm        | Regional serie                   | Brynäs, Gefle, Huge og Strömsbro Warpen Ljusne Sandviken Hedemora Hofors Rättvik Brage Leksand Krylbo Deje Forshaga Göta Bofors Munkfors Skived Västerås Forward Sturehov Westmann. Kolbäck Surahammar Djurgården, IFK Stockholm, Karlberg, Lilljanshof, Olympia, Sundbyberg, Westermalm og Årsta Sirius Mariefred Södertälje Åker Kenty IFK Norrköping, Norrköpings AIS og Sleipner Nässjö Tranås |
| Åkers IF                 | Åkers styckebruk | Nr. 6 i Division I Nord          | Brynäs, Gefle, Huge og Strömsbro Warpen Ljusne Sandviken Hedemora Hofors Rättvik Brage Leksand Krylbo Deje Forshaga Göta Bofors Munkfors Skived Västerås Forward Sturehov Westmann. Kolbäck Surahammar Djurgården, IFK Stockholm, Karlberg, Lilljanshof, Olympia, Sundbyberg, Westermalm og Årsta Sirius Mariefred Södertälje Åker Kenty IFK Norrköping, Norrköpings AIS og Sleipner Nässjö Tranås |
| Division II Syd          |                  |                                  | Brynäs, Gefle, Huge og Strömsbro Warpen Ljusne Sandviken Hedemora Hofors Rättvik Brage Leksand Krylbo Deje Forshaga Göta Bofors Munkfors Skived Västerås Forward Sturehov Westmann. Kolbäck Surahammar Djurgården, IFK Stockholm, Karlberg, Lilljanshof, Olympia, Sundbyberg, Westermalm og Årsta Sirius Mariefred Södertälje Åker Kenty IFK Norrköping, Norrköpings AIS og Sleipner Nässjö Tranås |
| BK Kenty                 | Linköping        | Regional serie                   | Brynäs, Gefle, Huge og Strömsbro Warpen Ljusne Sandviken Hedemora Hofors Rättvik Brage Leksand Krylbo Deje Forshaga Göta Bofors Munkfors Skived Västerås Forward Sturehov Westmann. Kolbäck Surahammar Djurgården, IFK Stockholm, Karlberg, Lilljanshof, Olympia, Sundbyberg, Westermalm og Årsta Sirius Mariefred Södertälje Åker Kenty IFK Norrköping, Norrköpings AIS og Sleipner Nässjö Tranås |
| IFK Norrköping           | Norrköping       | Nr. 3 i Division II Syd          | Brynäs, Gefle, Huge og Strömsbro Warpen Ljusne Sandviken Hedemora Hofors Rättvik Brage Leksand Krylbo Deje Forshaga Göta Bofors Munkfors Skived Västerås Forward Sturehov Westmann. Kolbäck Surahammar Djurgården, IFK Stockholm, Karlberg, Lilljanshof, Olympia, Sundbyberg, Westermalm og Årsta Sirius Mariefred Södertälje Åker Kenty IFK Norrköping, Norrköpings AIS og Sleipner Nässjö Tranås |
| IK Sleipner              | Norrköping       | Nr. 2 i Division II Syd          | Brynäs, Gefle, Huge og Strömsbro Warpen Ljusne Sandviken Hedemora Hofors Rättvik Brage Leksand Krylbo Deje Forshaga Göta Bofors Munkfors Skived Västerås Forward Sturehov Westmann. Kolbäck Surahammar Djurgården, IFK Stockholm, Karlberg, Lilljanshof, Olympia, Sundbyberg, Westermalm og Årsta Sirius Mariefred Södertälje Åker Kenty IFK Norrköping, Norrköpings AIS og Sleipner Nässjö Tranås |
| Norrköpings AIS          | Norrköping       | Nr. 4 i Division II Syd          | Brynäs, Gefle, Huge og Strömsbro Warpen Ljusne Sandviken Hedemora Hofors Rättvik Brage Leksand Krylbo Deje Forshaga Göta Bofors Munkfors Skived Västerås Forward Sturehov Westmann. Kolbäck Surahammar Djurgården, IFK Stockholm, Karlberg, Lilljanshof, Olympia, Sundbyberg, Westermalm og Årsta Sirius Mariefred Södertälje Åker Kenty IFK Norrköping, Norrköpings AIS og Sleipner Nässjö Tranås |
| Nässjö IF                | Nässjö           | Regional serie                   | Brynäs, Gefle, Huge og Strömsbro Warpen Ljusne Sandviken Hedemora Hofors Rättvik Brage Leksand Krylbo Deje Forshaga Göta Bofors Munkfors Skived Västerås Forward Sturehov Westmann. Kolbäck Surahammar Djurgården, IFK Stockholm, Karlberg, Lilljanshof, Olympia, Sundbyberg, Westermalm og Årsta Sirius Mariefred Södertälje Åker Kenty IFK Norrköping, Norrköpings AIS og Sleipner Nässjö Tranås |
| Tranås AIF               | Tranås           | Regional serie                   | Brynäs, Gefle, Huge og Strömsbro Warpen Ljusne Sandviken Hedemora Hofors Rättvik Brage Leksand Krylbo Deje Forshaga Göta Bofors Munkfors Skived Västerås Forward Sturehov Westmann. Kolbäck Surahammar Djurgården, IFK Stockholm, Karlberg, Lilljanshof, Olympia, Sundbyberg, Westermalm og Årsta Sirius Mariefred Södertälje Åker Kenty IFK Norrköping, Norrköpings AIS og Sleipner Nässjö Tranås |

## Puljer

### Division II Nord
| \| Nr \| Hold \| K \| V \| U \| T \| Mf \| \| Mi \| +/- \| P \| \| -- \| -------------- \| -- \| -- \| - \| -- \| -- \| - \| -- \| --- \| ------------------------------------- \| \| 1 \| IK Huge \| 12 \| 10 \| 0 \| 2 \| 66 \| – \| 32 \| +34 \| 20Oprykningsspil \| \| 2 \| Gefle IF \| 12 \| 7 \| 1 \| 4 \| 41 \| – \| 38 \| +3 \| 15 \| \| 3 \| Brynäs IF \| 12 \| 6 \| 0 \| 6 \| 49 \| – \| 42 \| +7 \| 12 \| \| 4 \| Strömsbro IF \| 12 \| 6 \| 0 \| 6 \| 41 \| – \| 42 \| −1 \| 12 \| \| 5 \| Sandvikens IF \| 12 \| 6 \| 0 \| 6 \| 49 \| – \| 55 \| −6 \| 12 \| \| 6 \| IK Warpen \| 12 \| 5 \| 1 \| 6 \| 33 \| – \| 31 \| +2 \| 11Nedrykning til Division III 1948-49 \| \| 7 \| Ljusne AIK (O) \| 12 \| 1 \| 0 \| 11 \| 29 \| – \| 68 \| −39 \| 2Nedrykning til Division III 1948-49 \| K: Kampe spillet, V: Vundne kampe, U: Uafgjorte kampe, T: Tabte kampe, Mf: Mål for, Mi: Mål imod, +/-: Måldifference, P: Point |                |    |    |   |    |    |   |    |     |                                       |
| Nr | Hold           | K  | V  | U | T  | Mf |   | Mi | +/- | P                                     |
| 1 | IK Huge        | 12 | 10 | 0 | 2  | 66 | – | 32 | +34 | 20Oprykningsspil                      |
| 2 | Gefle IF       | 12 | 7  | 1 | 4  | 41 | – | 38 | +3  | 15                                    |
| 3 | Brynäs IF      | 12 | 6  | 0 | 6  | 49 | – | 42 | +7  | 12                                    |
| 4 | Strömsbro IF   | 12 | 6  | 0 | 6  | 41 | – | 42 | −1  | 12                                    |
| 5 | Sandvikens IF  | 12 | 6  | 0 | 6  | 49 | – | 55 | −6  | 12                                    |
| 6 | IK Warpen      | 12 | 5  | 1 | 6  | 33 | – | 31 | +2  | 11Nedrykning til Division III 1948-49 |
| 7 | Ljusne AIK (O) | 12 | 1  | 0 | 11 | 29 | – | 68 | −39 | 2Nedrykning til Division III 1948-49  |

### Division II Dalagruppen
| \| Nr \| Hold \| K \| V \| U \| T \| Mf \| \| Mi \| +/- \| P \| \| -- \| --------------- \| -- \| -- \| - \| - \| -- \| - \| -- \| --- \| ------------------------------------ \| \| 1 \| Leksands IF \| 10 \| 10 \| 0 \| 0 \| 99 \| – \| 19 \| +80 \| 20Oprykningsspil \| \| 2 \| Hofors IK \| 10 \| 6 \| 0 \| 4 \| 63 \| – \| 43 \| +20 \| 12 \| \| 3 \| Krylbo IF \| 10 \| 5 \| 0 \| 5 \| 46 \| – \| 38 \| +8 \| 10 \| \| 4 \| IK Brage \| 10 \| 4 \| 1 \| 5 \| 38 \| – \| 40 \| −2 \| 9Nedrykning til Division III 1948-49 \| \| 5 \| IFK Rättvik \| 10 \| 4 \| 0 \| 6 \| 38 \| – \| 69 \| −31 \| 8Nedrykning til Division III 1948-49 \| \| 6 \| Hedemora SK (O) \| 10 \| 0 \| 1 \| 9 \| 16 \| – \| 91 \| −75 \| 1Nedrykning til Division III 1948-49 \| K: Kampe spillet, V: Vundne kampe, U: Uafgjorte kampe, T: Tabte kampe, Mf: Mål for, Mi: Mål imod, +/-: Måldifference, P: Point |                 |    |    |   |   |    |   |    |     |                                      |
| Nr | Hold            | K  | V  | U | T | Mf |   | Mi | +/- | P                                    |
| 1 | Leksands IF     | 10 | 10 | 0 | 0 | 99 | – | 19 | +80 | 20Oprykningsspil                     |
| 2 | Hofors IK       | 10 | 6  | 0 | 4 | 63 | – | 43 | +20 | 12                                   |
| 3 | Krylbo IF       | 10 | 5  | 0 | 5 | 46 | – | 38 | +8  | 10                                   |
| 4 | IK Brage        | 10 | 4  | 1 | 5 | 38 | – | 40 | −2  | 9Nedrykning til Division III 1948-49 |
| 5 | IFK Rättvik     | 10 | 4  | 0 | 6 | 38 | – | 69 | −31 | 8Nedrykning til Division III 1948-49 |
| 6 | Hedemora SK (O) | 10 | 0  | 1 | 9 | 16 | – | 91 | −75 | 1Nedrykning til Division III 1948-49 |

### Division II Vest
| \| Nr \| Hold \| K \| V \| U \| T \| Mf \| \| Mi \| +/- \| P \| \| -- \| ---------------- \| -- \| -- \| - \| - \| --- \| - \| --- \| ---- \| ------------------------------------ \| \| 1 \| Forshaga IF (N) \| 10 \| 10 \| 0 \| 0 \| 126 \| – \| 24 \| +102 \| 20Oprykningsspil \| \| 2 \| Skiveds IF (O) \| 10 \| 8 \| 0 \| 2 \| 71 \| – \| 42 \| +29 \| 16 \| \| 3 \| IF Göta \| 10 \| 4 \| 2 \| 4 \| 61 \| – \| 47 \| +14 \| 10 \| \| 4 \| IFK Bofors \| 10 \| 4 \| 1 \| 5 \| 51 \| – \| 36 \| +15 \| 9Nedrykning til Division III 1948-49 \| \| 5 \| IFK Munkfors (O) \| 10 \| 1 \| 1 \| 8 \| 27 \| – \| 101 \| −74 \| 3Nedrykning til Division III 1948-49 \| \| 6 \| Deje IK \| 10 \| 1 \| 0 \| 9 \| 18 \| – \| 104 \| −86 \| 2Nedrykning til Division III 1948-49 \| K: Kampe spillet, V: Vundne kampe, U: Uafgjorte kampe, T: Tabte kampe, Mf: Mål for, Mi: Mål imod, +/-: Måldifference, P: Point |                  |    |    |   |   |     |   |     |      |                                      |
| Nr | Hold             | K  | V  | U | T | Mf  |   | Mi  | +/-  | P                                    |
| 1 | Forshaga IF (N)  | 10 | 10 | 0 | 0 | 126 | – | 24  | +102 | 20Oprykningsspil                     |
| 2 | Skiveds IF (O)   | 10 | 8  | 0 | 2 | 71  | – | 42  | +29  | 16                                   |
| 3 | IF Göta          | 10 | 4  | 2 | 4 | 61  | – | 47  | +14  | 10                                   |
| 4 | IFK Bofors       | 10 | 4  | 1 | 5 | 51  | – | 36  | +15  | 9Nedrykning til Division III 1948-49 |
| 5 | IFK Munkfors (O) | 10 | 1  | 1 | 8 | 27  | – | 101 | −74  | 3Nedrykning til Division III 1948-49 |
| 6 | Deje IK          | 10 | 1  | 0 | 9 | 18  | – | 104 | −86  | 2Nedrykning til Division III 1948-49 |

### Division II Västmanland
| \| Nr \| Hold \| K \| V \| U \| T \| Mf \| \| Mi \| +/- \| P \| \| -- \| ---------------- \| -- \| - \| - \| -- \| -- \| - \| -- \| --- \| ------------------------------------ \| \| 1 \| Surahammars IF \| 10 \| 8 \| 1 \| 1 \| 50 \| – \| 13 \| +37 \| 17Oprykningsspil \| \| 2 \| BK Forward \| 10 \| 6 \| 1 \| 3 \| 47 \| – \| 29 \| +18 \| 13 \| \| 3 \| IFK Västerås \| 10 \| 4 \| 3 \| 3 \| 39 \| – \| 37 \| +2 \| 11 \| \| 4 \| IK Sturehov (O) \| 10 \| 5 \| 0 \| 5 \| 41 \| – \| 38 \| +3 \| 10 \| \| 5 \| IK Westmannia \| 10 \| 4 \| 1 \| 5 \| 30 \| – \| 39 \| −9 \| 9Nedrykning til Division III 1948-49 \| \| 6 \| Kolbäcks AIF (O) \| 10 \| 0 \| 0 \| 10 \| 26 \| – \| 77 \| −51 \| 0Nedrykning til Division III 1948-49 \| K: Kampe spillet, V: Vundne kampe, U: Uafgjorte kampe, T: Tabte kampe, Mf: Mål for, Mi: Mål imod, +/-: Måldifference, P: Point |                  |    |   |   |    |    |   |    |     |                                      |
| Nr | Hold             | K  | V | U | T  | Mf |   | Mi | +/- | P                                    |
| 1 | Surahammars IF   | 10 | 8 | 1 | 1  | 50 | – | 13 | +37 | 17Oprykningsspil                     |
| 2 | BK Forward       | 10 | 6 | 1 | 3  | 47 | – | 29 | +18 | 13                                   |
| 3 | IFK Västerås     | 10 | 4 | 3 | 3  | 39 | – | 37 | +2  | 11                                   |
| 4 | IK Sturehov (O)  | 10 | 5 | 0 | 5  | 41 | – | 38 | +3  | 10                                   |
| 5 | IK Westmannia    | 10 | 4 | 1 | 5  | 30 | – | 39 | −9  | 9Nedrykning til Division III 1948-49 |
| 6 | Kolbäcks AIF (O) | 10 | 0 | 0 | 10 | 26 | – | 77 | −51 | 0Nedrykning til Division III 1948-49 |

### Division II Øst
| \| Nr \| Hold \| K \| V \| U \| T \| Mf \| \| Mi \| +/- \| P \| \| -- \| -------------- \| -- \| - \| - \| - \| --- \| - \| -- \| --- \| ------------------------------------ \| \| 1 \| Djurgårdens IF \| 10 \| 9 \| 0 \| 1 \| 119 \| – \| 25 \| +94 \| 18Oprykningsspil \| \| 2 \| IFK Stockholm \| 10 \| 9 \| 0 \| 1 \| 59 \| – \| 30 \| +29 \| 18 \| \| 3 \| Årsta SK \| 10 \| 4 \| 0 \| 6 \| 39 \| – \| 52 \| −13 \| 8 \| \| 4 \| IF Olympia \| 10 \| 3 \| 0 \| 7 \| 38 \| – \| 65 \| −27 \| 6Nedrykning til Division III 1948-49 \| \| 5 \| IK Sirius \| 10 \| 3 \| 0 \| 7 \| 35 \| – \| 66 \| −31 \| 6Nedrykning til Division III 1948-49 \| \| 6 \| Westermalms IF \| 10 \| 2 \| 0 \| 8 \| 33 \| – \| 85 \| −52 \| 4Nedrykning til Division III 1948-49 \| K: Kampe spillet, V: Vundne kampe, U: Uafgjorte kampe, T: Tabte kampe, Mf: Mål for, Mi: Mål imod, +/-: Måldifference, P: Point |                |    |   |   |   |     |   |    |     |                                      |
| Nr | Hold           | K  | V | U | T | Mf  |   | Mi | +/- | P                                    |
| 1 | Djurgårdens IF | 10 | 9 | 0 | 1 | 119 | – | 25 | +94 | 18Oprykningsspil                     |
| 2 | IFK Stockholm  | 10 | 9 | 0 | 1 | 59  | – | 30 | +29 | 18                                   |
| 3 | Årsta SK       | 10 | 4 | 0 | 6 | 39  | – | 52 | −13 | 8                                    |
| 4 | IF Olympia     | 10 | 3 | 0 | 7 | 38  | – | 65 | −27 | 6Nedrykning til Division III 1948-49 |
| 5 | IK Sirius      | 10 | 3 | 0 | 7 | 35  | – | 66 | −31 | 6Nedrykning til Division III 1948-49 |
| 6 | Westermalms IF | 10 | 2 | 0 | 8 | 33  | – | 85 | −52 | 4Nedrykning til Division III 1948-49 |

### Division II Södermanland
| \| Nr \| Hold \| K \| V \| U \| T \| Mf \| \| Mi \| +/- \| P \| \| -- \| ------------------ \| -- \| - \| - \| - \| -- \| - \| -- \| --- \| ------------------------------------ \| \| 1 \| Karlbergs BK (N) \| 10 \| 8 \| 0 \| 2 \| 49 \| – \| 18 \| +31 \| 16Oprykningsspil \| \| 2 \| Södertälje IF \| 10 \| 7 \| 0 \| 3 \| 68 \| – \| 45 \| +23 \| 14 \| \| 3 \| Sundbybergs IK (O) \| 10 \| 7 \| 0 \| 3 \| 58 \| – \| 48 \| +10 \| 14 \| \| 4 \| Lilljanshofs IF \| 10 \| 4 \| 0 \| 6 \| 43 \| – \| 54 \| −11 \| 8Nedrykning til Division III 1948-49 \| \| 5 \| IFK Mariefred (N) \| 10 \| 2 \| 1 \| 7 \| 40 \| – \| 55 \| −15 \| 5Nedrykning til Division III 1948-49 \| \| 6 \| Åkers IF (N) \| 10 \| 1 \| 1 \| 8 \| 29 \| – \| 67 \| −38 \| 3Nedrykning til Division III 1948-49 \| K: Kampe spillet, V: Vundne kampe, U: Uafgjorte kampe, T: Tabte kampe, Mf: Mål for, Mi: Mål imod, +/-: Måldifference, P: Point |                    |    |   |   |   |    |   |    |     |                                      |
| Nr | Hold               | K  | V | U | T | Mf |   | Mi | +/- | P                                    |
| 1 | Karlbergs BK (N)   | 10 | 8 | 0 | 2 | 49 | – | 18 | +31 | 16Oprykningsspil                     |
| 2 | Södertälje IF      | 10 | 7 | 0 | 3 | 68 | – | 45 | +23 | 14                                   |
| 3 | Sundbybergs IK (O) | 10 | 7 | 0 | 3 | 58 | – | 48 | +10 | 14                                   |
| 4 | Lilljanshofs IF    | 10 | 4 | 0 | 6 | 43 | – | 54 | −11 | 8Nedrykning til Division III 1948-49 |
| 5 | IFK Mariefred (N)  | 10 | 2 | 1 | 7 | 40 | – | 55 | −15 | 5Nedrykning til Division III 1948-49 |
| 6 | Åkers IF (N)       | 10 | 1 | 1 | 8 | 29 | – | 67 | −38 | 3Nedrykning til Division III 1948-49 |

### Division II Syd
| \| Nr \| Hold \| K \| V \| U \| T \| Mf \| \| Mi \| +/- \| P \| \| -- \| --------------- \| -- \| - \| - \| -- \| -- \| - \| -- \| --- \| ------------------------------------ \| \| 1 \| IFK Norrköping \| 10 \| 9 \| 0 \| 1 \| 69 \| – \| 21 \| +48 \| 18Oprykningsspil \| \| 2 \| IK Sleipner \| 10 \| 8 \| 1 \| 1 \| 64 \| – \| 27 \| +37 \| 17 \| \| 3 \| Norrköpings AIS \| 10 \| 4 \| 3 \| 3 \| 58 \| – \| 53 \| +5 \| 11 \| \| 4 \| BK Kenty (O) \| 10 \| 3 \| 2 \| 5 \| 35 \| – \| 48 \| −13 \| 8Nedrykning til Division III 1948-49 \| \| 5 \| Nässjö IF (O) \| 10 \| 3 \| 0 \| 7 \| 28 \| – \| 50 \| −22 \| 6Nedrykning til Division III 1948-49 \| \| 6 \| Tranås AIF (O) \| 10 \| 0 \| 0 \| 10 \| 19 \| – \| 74 \| −55 \| 0Nedrykning til Division III 1948-49 \| K: Kampe spillet, V: Vundne kampe, U: Uafgjorte kampe, T: Tabte kampe, Mf: Mål for, Mi: Mål imod, +/-: Måldifference, P: Point |                 |    |   |   |    |    |   |    |     |                                      |
| Nr | Hold            | K  | V | U | T  | Mf |   | Mi | +/- | P                                    |
| 1 | IFK Norrköping  | 10 | 9 | 0 | 1  | 69 | – | 21 | +48 | 18Oprykningsspil                     |
| 2 | IK Sleipner     | 10 | 8 | 1 | 1  | 64 | – | 27 | +37 | 17                                   |
| 3 | Norrköpings AIS | 10 | 4 | 3 | 3  | 58 | – | 53 | +5  | 11                                   |
| 4 | BK Kenty (O)    | 10 | 3 | 2 | 5  | 35 | – | 48 | −13 | 8Nedrykning til Division III 1948-49 |
| 5 | Nässjö IF (O)   | 10 | 3 | 0 | 7  | 28 | – | 50 | −22 | 6Nedrykning til Division III 1948-49 |
| 6 | Tranås AIF (O)  | 10 | 0 | 0 | 10 | 19 | – | 74 | −55 | 0Nedrykning til Division III 1948-49 |

## Kvalifikation til Division I
I kvalifikationen til Division I spillede de syv puljevindere om fire pladser i Division I i den efterfølgende sæson.
| Kamp                            | Res.  |
| ------------------------------- | ----- |
| Leksands IF - IK Huge           | 9–3   |
| Forshaga IF - Leksands IF       | 7–5   |
| Surahammars IF - Djurgårdens IF | 10–10 |
| IFK Norrköping - Surahammars IF | 6–7   |
| Karlbergs BK - Leksands IF      | 4–5   |

Resultaterne medførte, at følgende hold rykkede op i Division I:
- Djurgårdens IF
- Forshaga IF
- Leksands IF
- Surahammars IF